# Записки об Африканской войне
«Записки об Африканской войне» (лат. Commentarii de Bello Africo; кратко — Bellum Africum) — сочинение, описывающее один из этапов гражданской войны 49—45 годов до н. э. (конец 47 — апрель 46 года до н. э.), написанное одним из соратников Гая Юлия Цезаря. Является непосредственным продолжением «Записок об Александрийской войне», состоит из 98 глав.
Несмотря на то, что сочинение приписывалось Цезарю и распространялось вместе с его собственными работами о галльской и гражданской войнах, авторство диктатора подвергалось сомнению ещё в античную эпоху. Светоний в начале II века н. э. писал:
«Он [Цезарь] оставил и „Записки“ о своих действиях в галльскую войну и в гражданскую войну с Помпеем. Кому принадлежат записки об александрийской, африканской и испанской войнах, неизвестно: одни называют Оппия, другие — Гирция, который дописал также последнюю книгу „Галльской войны“, не завершённую Цезарем» (Божественный Юлий, 56; перевод М. Л. Гаспарова).
Поскольку какие-либо сочинения Гая Оппия не сохранились, невозможно проверить античную версию о его авторстве. Напротив, достоверно известно, что Авл Гирций написал восьмую книгу «Записок о Галльской войне» (см. цитату выше). Тем не менее, версия о его авторстве этого сочинения обычно отвергается. Иногда высказывается версия об авторстве Гая Азиния Поллиона. Впрочем, все исследователи сходятся во мнении, что неизвестный автор был непосредственным участником африканской кампании и занимал довольно высокое положение в армии Цезаря.
Исследователи признают за автором сочинения определённые литературные дарования. М. Е. Грабарь-Пассек отмечает также, что автор хорошо изучил сочинения Цезаря, заметил основные их особенности и успешно применял их в своей работе. Однако «Записки об Африканской войне» отступают от жанра записок и сближаются с военным романом. В целом, сочинение отличается последовательностью изложения, простотой и ясностью языка, а также большим числом психологических объяснений поступков людей. Наряду с безоговорочной поддержкой Цезаря автор сочинения очень высоко оценивает Катона.